# Troyon (Meuse)
Troyon is een gemeente in het Franse departement Meuse (regio Grand Est) en telt 215 inwoners (2005). De plaats maakt deel uit van het arrondissement Commercy.

## Geografie
De oppervlakte van Troyon bedraagt 13,4 km², de bevolkingsdichtheid is 16,0 inwoners per km².
De onderstaande kaart toont de ligging van Troyon (Meuse) met de belangrijkste infrastructuur en aangrenzende gemeenten.

## Demografie
Onderstaande figuur toont het verloop van het inwonertal (bron: INSEE-tellingen).

Apremont-la-Forêt · Beney-en-Woëvre · Bislée · Bouconville-sur-Madt · Broussey-Raulecourt · Buxières-sous-les-Côtes · Chaillon · Chauvoncourt · Dompierre-aux-Bois · Han-sur-Meuse · Heudicourt-sous-les-Côtes · Jonville-en-Woëvre · Lachaussée · Lacroix-sur-Meuse · Lahayville · Lamorville · Loupmont · Maizey · Montsec · Nonsard-Lamarche · Les Paroches · Rambucourt · Ranzières · Richecourt · Rouvrois-sur-Meuse · Saint-Maurice-sous-les-Côtes · Saint-Mihiel · Seuzey · Troyon · Valbois · Varnéville · Vaux-lès-Palameix · Vigneulles-lès-Hattonchâtel · Xivray-et-Marvoisin
1. ↑  Populations de référence 2022.